# Andreaea angustifolia
Andreaea angustifolia är en bladmossart som beskrevs av Brotherus 1916. Andreaea angustifolia ingår i släktet sotmossor, och familjen Andreaeaceae. Inga underarter finns listade i Catalogue of Life.